# Enrique Arce
Enrique Javier Arce Temple (Valencia, 8 ottobre 1972) è un attore spagnolo, noto per aver interpretato Arturo Román nella serie televisiva La casa di carta.

## Biografia
Enrique Arce si iscrisse all'università per studiare legge, ma durante il quarto anno decise di passare alla recitazione. Ha vinto Ellos i Elles, un programma televisivo Valenciano su Canal Nou, e ha usato i 2 milioni di pesetas vinti per studiare all'Accademia americana di arti drammatiche. Ha poi proseguito la sua carriera in Spagna e al di fuori da essa.

### Vita privata
È stato sposato con l'attrice Cristina Peña. In seguito è stato fidanzato con la nuotatrice olimpica Gemma Mengual.

## Filmografia parziale

### Cinema
- Beyond Re-Animator, regia di Brian Yuzna (2003)
- Manolete, regia di Menno Meyjes (2007)
- Iron Cross, regia di Joshua Newton (2010)
- Non buttiamoci giù (A Long Way Down), regia di Pascal Chaumeil (2014)
- Terminator - Destino oscuro (Terminator: Dark Fate), regia di Tim Miller (2019)
- Rifkin's Festival, regia di Woody Allen (2020)
- On the Line, regia di Romuald Boulanger (2022)
- Murder Mystery 2, regia di Jeremy Garelick (2023)
- Sayen, regia di Alexander Witt (2023)
- Mala Influencia, regia di Chloé Wallace (2025)

### Televisione
- Fidel - La storia di un mito (Fidel), regia di David Attwood – film TV (2002)
- Fisica o chimica (Física o Química) – serie TV, 18 episodi (2010-2011)
- Il tempo del coraggio e dell'amore (El tiempo entre costuras) – serie TV, episodio 1x02 (2013)
- La casa di carta (La casa de papel) – serie TV, 40 episodi (2017-2021)
- Knightfall – serie TV, 5 episodi (2017-2018)
- Inés dell'anima mia (Inés del alma mía) – serie TV, 6 episodi (2020)
- Toy Boy – serie TV, 2 episodi (2021)
- Signora Volpe - serie TV, episodio 1x03 (2022)

## Doppiatori italiani
Nelle versioni in italiano delle opere in cui ha recitato, Enrique Arce è stato doppiato da:
- Massimo De Ambrosis in La casa di carta, Rifkin's Festival, Inés dell'anima mia, Toy Boy, On the Line
- Diego Suarez in Non buttiamoci giù
- Massimiliano Lotti in Knightfall
- Dario Oppido in Murder Mystery 2
- Christian Iansante in Sayen